# Klinikum Fichtelgebirge
Das Klinikum Fichtelgebirge ist ein Klinikum der Versorgungsstufe II mit den Standorten Marktredwitz und Selb in Bayern. 

## Geschichte
Das Klinikum Fichtelgebirge besteht seit etwa 100 Jahren. Ein städtisches Krankenhaus wurde 1926 in Marktredwitz eröffnet. 2004 wurde die Klinikum Fichtelgebirge GmbH gegründet, in welcher die Häuser Selb und Marktredwitz fusioniert wurden. Im Jahr 2013 wurde eine umfangreiche Sanierung des Standortes Marktredwitz abgeschlossen. An den beiden Standorten werden pro Jahr rund 45.800 Patienten stationär behandelt. Im Jahr 2023 wurde bekannt, dass die stationäre Klinik in Selb mit 115 Betten in ein ambulantes Versorgungszentrum umgewandelt werden soll. Mit der Schließung der Notaufnahme wäre eine Notfallversorgung nicht mehr gegeben. Daraufhin kam es zu Protesten aus der örtlichen Bevölkerung, welche Versorgungsengpässe befürchtet.

## Abteilungen

### Klinik Marktredwitz
- Notfallmedizin
- Anästhesie und Intensivmedizin
- Allgemein- und Viszeralchirurgie
- Orthopädie, Unfall-, Hand- und Wirbelsäulenchirurgie
- Sportklinik
- Gefäßchirurgie
- Innere Medizin
- Urologie und Kinderurologie
- Ambulantes Onkologisches Zentrum
- Frauenklinik
- Kardiologie
- Prostatazentrum
- Geburtshilfe
- Brustzentrum
- Diagnostische und Interventionelle Radiologie
- Nuklearmedizinische Abteilung
- Physikalische Therapie
- Traumazentrum

### MedizinCampus Selb
- Diabetologie
- Lymphologie
- Pneumologie
- Physikalische Therapie